# Розумовка (Казахстан)
Розумо́вка (каз. Разумовка) — село у складі Актогайського району Павлодарської області Казахстану. Входить до складу Акжольського сільського округу.
Населення — 48 осіб (2021; 103 у 2009, 153 у 1999, 242 у 1989).
Національний склад станом на 1989 рік:
- росіяни — 29 %.